# Nouvelle 1re armée
Pour les articles homonymes, voir 1re armée.
La nouvelle 1re armée était réputée comme l'unité militaire chinoise la plus élitiste du Kuomintang. Surnommée la « 1re [meilleure] armée sous le ciel » pendant la guerre civile chinoise, elle fit le plus de victimes dans l'armée japonaise pendant la seconde guerre sino-japonaise.

## Histoire
Formée à partir de la Force X, en particulier de la nouvelle 38e division, la nouvelle 1re armée faisait partie des cinq premières unités de crack nationalistes. Les quatre autres inclus la nouvelle 6e armée, la 11e division réorganisée (de la taille de l'armée, anciennement connue sous le nom de 18e armée et plus tard revenue à sa désignation d'origine), la 74e division réorganisée (taille de l'armée, anciennement connue sous le nom de 74e armée) et la 5e armée.
Après le replie des 38e (sous Sun Li-jen) et 22e divisions (sous Liao Yaoxiang) de la Birmanie en Inde lors de la première phase de la campagne de Birmanie, les deux divisions obtinrent du matériel et une formation américains à Ramgarh, en Inde. Depuis ce lieu, la nouvelle première armée fut formée en février 1943 avec les trois divisions : la nouvelle 38e, la nouvelle 22e et la nouvelle 30e. Le lieutenant-général Qiu Qingquan fut nommé aux commandes, sitôt remplacé par le lieutenant-général Zheng Dongguo. Sun Li-jen servit comme commandant adjoint mais prit le commandement tactique au début de la deuxième phase de la campagne de Birmanie. En mai 1944, Sun fut promu commandant.
Pendant la guerre civile chinoise, la nouvelle 1re armée fut déployée dans le nord-est de la Chine pour lutter contre les unités militaires du Parti communiste chinois sous Lin Biao. Il connut beaucoup de succès dans les premières batailles. Cependant, après un certain temps, Sun fut démis de ses fonctions de commandant après avoir offensé des membres importants du Kuomintang (KMT), y compris son supérieur, le lieutenant-général favori de Tchang Kaï-chek, Du Yuming. Sun fut remplacé par le lieutenant-général Pan Yukun le 26 avril 1947. La plupart des officiers supérieurs au niveau du bataillon furent également démis de leurs fonctions. Ceci porta un coup énorme à la nouvelle 1re armée qui commença à subir de lourdes pertes. L'armée vit sa dernière action dans l'effort de soulager la ville contrôlée par le KMT de Jinzhou à la fin d'octobre 1948 en tant que partie du 9e corps d'armée du général Liao Yao-hsiang. L'armée entière fut anéantie et les commandants des trois divisions (30e, 50e et 53e provisoires) furent capturés ou se rendirent. En raison de l'histoire difficile du groupe de cette armée avec le KMT et le parti communiste chinois, ses succès furent rarement évoqués à la fois en Chine et à Taiwan.